# Ileana Cabra Joglar
Ileana Mercedes Cabra Joglar (Hato Rey, 28 d'abril de 1989), més coneguda com a iLe, és una cantant, compositora i vocalista porto-riquenya, durant 10 anys l'única cantant femenina de la banda porto-riquenya Calle 13, actuant juntament amb els seus germans René Pérez Joglar «Residente» i Eduardo Cabra Martínez «Visitante».
Ha guanyat múltiples premis Grammy i Grammy llatins com a membre de Calle 13, així com a solista en el seu àlbum de debut, iLevitable, amb qui va guanyar un Premi Grammy al millor àlbum de rock llatí o alternatiu. Ha manifestat ser de la minoria de porto-riquenys que vol la independència de Puerto Rico respecte els Estats Units.
iLe és la filla de Flor Joglar de Gracia, una actriu que va formar part del teatre troupe Teatro del Sesenta i de José Cabra González, un creatiu publicista i músic. Va heretar la veu de la seva mare i la seva àvia, Flor Amelia de Gracia, mestra i compositora, qui és també presentada en la coberta posterior de Calle 13, el seu primer album amb el nom del seu grup.
El maig de 2016 va publicar Ilevitable i la National Public Radio (NPR) la va qualificar d'intérpret de sons clàssics que flueixen a través de Llatinoamèrica. Han col·laborat altres músics porto-riquenys com Piro Rodríguez, Charlie Sepulveda, Bayrex Jiménez, Eduardo Cabra, Fofé Abreu de Circo, Louis García i Cheo Feliciano en un dels seus darrers enregistraments.